# Робелла
Робелла (італ. Robella, п'єм. Robela) — муніципалітет в Італії, у регіоні П'ємонт,  провінція Асті.
Робелла розташована на відстані близько 510 км на північний захід від Рима, 32 км на схід від Турина, 25 км на північ від Асті.
Населення — 488 осіб (2014).
Щорічний фестиваль відбувається 15 серпня. Покровитель — Assunzione della Vergine Maria.

## Демографія
Населення за роками:

Станом на 1 січня 2023 року в муніципалітеті офіційно проживало 46 іноземців з 12 країн, серед них 10 громадян країн Євросоюзу.

## Сусідні муніципалітети
- Броцоло
- Кокконато
- Монтільйо-Монферрато
- Муризенго
- Одаленго-Гранде
- Верруа-Савоя